# マルティン・ストイブレ
マルティン・マルクス・ピネダ・ストイブレ（ドイツ語: Martin Markus Pineda Steuble、ドイツ語発音: [ˈstɔʏble];、1988年6月9日 - ）は、フィリピンとスイスのサッカー選手。フィリピン代表。ポジションはDF。

## クラブ歴
チューリッヒ州シュリーレンの生まれ。2008年にヌーシャテル・ザマックスで選手となったが、国内のクラブを転々とした。
2014年7月16日にメジャーリーグサッカーのスポルティング・カンザスシティにトライアルに合格し加入。
翌年1月にセレス・ネグロスに移籍した。
2019年にポートFCに移籍。

## 代表歴
2013年10月にフィリピン代表として出場する準備のためにマニラに渡った。翌年3月1日のマレーシア代表との親善試合で代表初出場。同年4月11日のネパール代表との親善試合で代表初得点を記録した。

## 個人
母親がバコロド出身。